# Jean-François Hebert
Pour les articles homonymes, voir Hebert.
Jean-François Hebert, né en novembre 1955 à Paris, est un haut fonctionnaire français. Conseiller maître à la Cour des comptes, il est directeur général des Patrimoines et de l'Architecture depuis le 17 février 2021, après avoir été président de plusieurs établissements culturels (Cité des sciences et de l'industrie et Château de Fontainebleau) et secrétaire général pour l’administration du ministère de la Défense (1997-2002).

## Biographie
Jean-François Hebert est diplômé de l’Institut d’études politiques de Paris (1976), licencié en droit public (1977) et ancien élève de l’École nationale d’administration (promotion Droits de l’homme, 1981). En sortie de l' E.N.A.,  il est nommé auditeur au sein de la Cour des Comptes en 1981, conseiller référendaire en 1985 et conseiller maître en 1999. 
Il est appelé, de 1986 à 1988, au cabinet de François Léotard, ministre de la Culture et de la Communication, pour y exercer les fonctions de conseiller technique chargé des questions administratives et financières.
En 1989, il est nommé directeur administratif et financier de l’association de préfiguration de la Bibliothèque de France, puis de l’établissement public chargé de concevoir et de construire ce grand équipement culturel dans le 13 ème arrondissement (zone Tolbiac). 
En mai 1993, François Léotard, ministre de la défense, lui demande de rejoindre son cabinet pour y suivre les affaires économiques, financières et budgétaires. Il conserve ses fonctions de conseiller budgétaire auprès de Charles Millon de 1995 à 1997.
En janvier 1997, Jean-François Hebert devient secrétaire général pour l’administration du ministère de la Défense. Il est reconduit dans ses fonctions par Alain Richard en mars 1999.
En octobre 2002, Jean-François Hebert est nommé président de la Cité des sciences et de l’industrie. Il préside également le conseil d’administration de la Géode.
En mai 2007,, Jean-François Hebert est appelé à diriger le cabinet de Christine Albanel, ministre de la Culture et de la Communication, fonctions qu’il exerce jusqu’en juin 2009.
Par décret du président de la République du 21 septembre 2009, Jean-François Hebert devient le premier président de l’établissement public du château de Fontainebleau,,, créé en mars de la même année. Simultanément, Frédéric Mitterrand, ministre de la Culture et de la Communication, le charge de mettre en œuvre le projet de création du musée d’histoire de France annoncé en janvier 2009 par le président de la République,,. Il préside à ce titre l'Association de préfiguration de la Maison de l'histoire de France jusqu'à sa dissolution le 31 décembre 2011. Il garde son poste à Fontainebleau pendant onze ans,,.
Il est nommé directeur général des Patrimoines et de l'Architecture le 17 février 2021,,. Par décret du Président de la République en date du 11 juillet 2022, Jean-François Hébert, conseiller maître à la Cour des comptes, bénéficie d'un recul de limite d'âge d'un an à compter du 14 novembre 2022 et il est autorisé ainsi à poursuivre son activité jusqu'au 13 novembre 2023.

## Décorations
- Officier de la Légion d'honneur (2011) ; chevalier en 2000[22]
- Commandeur de l'ordre national du Mérite en 2024[23] (officier en 2004)
- Chevalier de l'ordre des Palmes académiques
- Commandeur de l'ordre des Arts et des Lettres ex officio en tant que directeur général des patrimoines et de l'architecture au ministère de la Culture et donc membre de droit du conseil de l'ordre des Arts et des Lettres (2021)[24].

## Publication
- (Avec Thierry Sarmant), Fontainebleau, mille ans d’histoire de France, Paris, Tallandier, 2013, 448 p. (ISBN 9791021000995).